# Медаль «За усмирение польского мятежа»
«За усмирение Польского мятежа» — медаль Российской империи, которой отмечали участников подавления восстания 1863—1864 годов в Царстве Польском, Северо-Западном крае и Волыни. Медаль учреждена в 1865 году, имела два варианта: светло-бронзовый и тёмно-бронзовый, которыми награждались разные группы лиц. Отчеканено около 370 тысяч светло-бронзовых и более 230 тысяч тёмно-бронзовых медалей. Носили медаль на груди на бело-оранжево-чёрной ленте.

## История учреждения
После окончания Январского восстания возникла необходимость награждения лиц, принимавших участие в подавлении мятежа. Первый известный документ, в котором говорится о планах создания этой медали — повеление императора Александра II, данное военному министру Д. А. Милютину, выпущенное 3 августа 1864 года. Известно также письмо виленского генерал-губернатора, одного из руководителей подавления восстания, М. Н. Муравьёва, в котором излагался проект награды. Предполагалось, что на аверсе медали должен быть изображён Георгий Победоносец, на реверсе — монограмма императора и надпись: «За подавление мятежа и крамолы 1863 г.», а носить эту медаль предлагалось на соединённой Андреевско-Георгиевской ленте. В итоге 1 октября был утверждён принципиально иной вариант рисунка и ленты, ставший окончательным, а 5 декабря 1864 года в императорском указе утверждены правила награждения медалями, после несколько раз уточнявшиеся. Об учреждении награды было объявлено в указе императора, данном Правительствующему сенату 1 января 1865 года.

## Порядок награждения
Медалями из светлой бронзы награждались:
- принимавшие участие в боевых действиях или находившиеся в войсках при исполнении воинских обязанностей военнослужащие всех званий, в том числе генералы, офицеры, строевые и нестроевые нижние чины, чины пограничной стражи, ополченцы конной милиции Динабургского и Режицкого уездов, казаки малороссийских казачьих полков Черниговской и Полтавской губерний. По повелению Александра II от 29 июня 1865 года право на получение медалей распространилось не на все три малороссийских конных казачьих полка, а только на 1-й Черниговский;
- медики, аудиторы, военные священники и чиновники, которые в 1863—1864 годах принимали участие в сражениях с повстанцами или находились в войсках;
- отставные нижние чины, крестьяне-ополченцы и вообще лица всех сословий, которые боролись с оружием в руках;
- кроме того, награждались[3][d 5][d 6] военнослужащие морского ведомства, исполнявшие в период восстания свои обязанности у берегов Курляндии (право на получение медали распространилось на эту категорию награждённых 29 января 1877 года).

По отдельному распоряжению Александра II 29 января 1865 года было решено наградить светло-бронзовыми медалями двух иностранцев: капитана прусских войск Верди дю Вернуа и флигель-адъютанта короля Пруссии полковника Трескова. Во время восстания они состояли при штабе генерала Ф. Ф. Берга.
Медалями из тёмной бронзы награждались:
- гражданские и военные чиновники, которые в 1863—1864 служили на территории Царства Польского и Западного края и не принимали непосредственного участия в сражениях, однако своими действиями помогали подавлению восстания;
- представители духовенства всех вероисповеданий, которые способствовали прекращению восстания;
- сельские жители, находившиеся в составе сельской стражи в Западном крае, но не имевшие права на светло-бронзовую медаль;
- лица всех сословий, в том числе отставные нижние чины и крестьяне, получившие награды за преданность правительству во время подавления восстания.

Кроме того, по повелению императора от 2 июля 1865 года право на получение награды распространилось на всех лиц, командированных на время восстания в войска Варшавского, Виленского и Киевского военных округов.
Не имели права на получение награды лица, находившиеся под судом или следствием, а также все вольнонаёмные люди, в том числе маркитанты и портные, не принимавшие участия в боевых действиях и не удостоившиеся других наград за услуги, оказанные правительству.

## Описание медали и чеканка
Медаль в форме диска из светлой или тёмной бронзы, диаметром 29 мм. Гурт гладкий. На аверсе изображён герб Российской империи — двуглавый орёл. На реверсе — в центре медали даты в одну строку: «1863-1864», а вдоль края — надпись «ЗА УСМИРЕНІЕ ПОЛЬСКАГО МЯТЕЖА». Между началом и концом надписи помещена маленькая четырёхлепестковая розетка.
За период с 1865 по 1868 год на Санкт-Петербургском монетном дворе было отчеканено 368 133 светло-бронзовых и 231 221 тёмно-бронзовых медалей. Медали изготавливались в несколько партий: в 1865 году был отчеканен весь тираж светло-бронзовых медалей и 24 800 тёмно-бронзовых медалей, в 1866 году отчеканена большая часть тёмно-бронзовых медалей, а именно 187 685 штук, в 1867 и 1868 годах отчеканено соответственно 9736 и 9000 тёмно-бронзовых медалей. Ленты для медалей были произведены фабрикантом Лосевым и стоили по 48 копеек за аршин. На одну медаль приходилось по 3 вершка ленты. О поставках металла для чеканки медалей известно, что томпак (светлую бронзу) поставлял Вильманстрандский и Санкт-Петербургский купец 2-й гильдии Иван Филипов. Стоимость металла составляла 15 рублей за пуд.
Допускалось изготовление медалей частными мастерскими, в связи с чем известны варианты медалей, несколько отличающиеся по деталям изображения, а также размерами. Известно, что 16 января 1865 года министр финансов разрешил Санкт-Петербургскому купцу 2-й гильдии Дмитрию Николаевичу Дегтярёву изготавливать данные медали для продажи.
Известны также фрачные варианты медали.

## Порядок ношения медали
Медаль имела ушко для крепления к колодке или ленте. Носить медаль следовало на груди. Лента медали — бело-оранжево-чёрная, что соответствует цветам старого флага Российской империи. С 13 августа 1911 года, по указу Николая II, раненые и контуженые в ходе кампании получили возможность носить эти медали на ленте с бантом.

## Изображения медалей

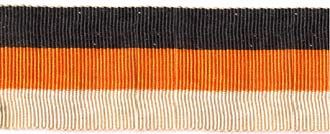
Лента
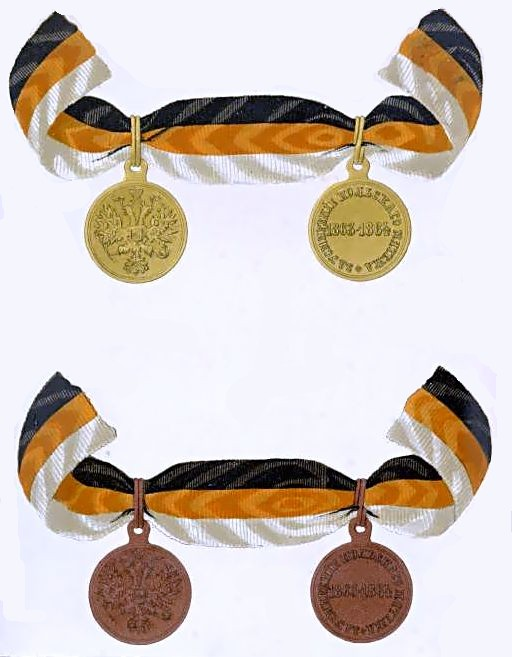
Обе медали на ленте

## Комментарии
1. ↑  1 аршин ≈ 71,12 см
2. ↑  3 вершка ≈ 13,3 см
3. ↑  1 пуд ≈ 16,38 кг

## Указы
1. 1 2 3  Полное собраніе законовъ Россійской Имперіи, собрание II. — СПб., 1864. — Т. 39/2. — С. 464—465. — № 41 551
2. 1 2 3  Деммени, 1887, с. 472—474.
3. ↑  Полное собраніе законовъ Россійской Имперіи, собрание II. — СПб., 1865. — Т. 40/1. — С. 1. — № 41 642
4. ↑  Деммени, 1887, с. 476.
5. ↑  Полное собраніе законовъ Россійской Имперіи, собрание II. — СПб., 1877. — Т. 52/1. — С. 81. — № 56 883
6. ↑  Деммени, 1887, с. 586.
7. ↑  Полное собраніе законовъ Россійской Имперіи, собрание III. — СПб., 1911. — Т. 31. — С. 866. — Часть 1. — № 35737